# Ambroise Oyongo
Ambroise Oyongo Bitolo (ur. 22 czerwca 1991 w Ndikiniméki) – kameruński piłkarz grający na pozycji lewego obrońcy.

## Kariera klubowa
Swoją karierę piłkarską Oyongo rozpoczął w 2008 roku w klubie Moussango FC. W 2010 roku został zawodnikiem klubu Cotonsport Garua. W sezonie 2010/2011 zadebiutował w jego barwach w kameruńskiej Première Division. W debiutanckim sezonie wywalczył mistrzostwo Kamerunu oraz zdobył Puchar Kamerunu. W sezonie 2011/2012 wywalczył z Cotonsportem wicemistrzostwo Kamerunu. W sezonie 2013 ponownie został mistrzem kraju.
Na początku 2014 roku Oyongo został wypożyczony do klubu Major League Soccer, New York Red Bulls. Zadebiutował w nim 28 czerwca 2014 roku w zremisowanym 2:2 domowym meczu z Toronto FC. W zespole z Nowego Jorku rozegrał 18 ligowych meczów.
W 2015 roku Oyongo przeszedł do kanadyjskiego klubu grającego w Major League Soccer, Montreal Impact. Swój debiut w nim zanotował 8 października 2015 w przegranym 1:2 wyjazdowym meczu z New York Red Bulls. W sezonie 2015 wywalczył z nim wicemistrzostwo Kanady.
| Sezon   | Klub               | Kraj              | Rozgrywki         | Mecze | Gole |
| ------- | ------------------ | ----------------- | ----------------- | ----- | ---- |
| 2010/11 | Cotonsport Garua   | Kamerun           | Première Division | ?     | ?    |
| 2011/12 | Cotonsport Garua   | Kamerun           | Première Division | ?     | ?    |
| 2013    | Cotonsport Garua   | Kamerun           | Première Division | ?     | ?    |
| 2014    | New York Red Bulls | Stany Zjednoczone | MLS               | 13    | 0    |
| 2015    | Montreal Impact    | Kanada            | MLS               |       |      |

## Kariera reprezentacyjna
W 2011 roku Oyongo wystąpił z reprezentacją Kamerunu U-20 na Mistrzostwach Świata U-20. W dorosłej reprezentacji Kamerunu zadebiutował 28 lipca 2013 w przegranym 0:1 meczu kwalifikacji do Mistrzostw Narodów Afryki 2014 z Gabonem, rozegranym w Jaunde. W 2015 roku został powołany do kadry Kamerunu na Puchar Narodów Afryki 2015. Wystąpił na nim dwukrotnie, w meczach z: Mali (1:1) i z Gwineą (1:1).